# Cody Martin
Cody Martin (spelad av Cole Sprouse) är en av huvudkaraktärerna i TV-serierna Zack & Codys ljuva hotelliv och Det ljuva havslivet och även i filmen The Suite Life Movie. Karaktären Cody är skapad av Danny Kallis och Jim Geoghan.
Cody har även gjort framträdanden i andra av Disney Channels TV-program, bland annat That's so Raven, Magi på Waverly Place, Hannah Montana, I'm in the Band och So Random!.